# Церковь Святого Андрея (Клифтон Кэмпвилл)
Церковь Святого Андрея (англ. Church of St Andrew, Clifton Campville) — англиканская церковь в деревне Клифтон Кэмпвилл района Личфилд (графство Стаффордшир); была построена в XIII века (около 1200 года) и расширена в XIV, включая дополнение современной башней-колокольней; является памятником архитектуры I класса с 1964 года.

## История и описание
Церковь в деревне Клифтон Кэмпвилл была упомянута в Книга Страшного суда, но от того здания ничего не сохранилось. Современное здание, состоящее из нефа и алтаря, было построено около 1200 года — в конце XIII века, к нему были добавлены северный и южный трансепты. В XIV веке здание было расширено: был создан южный придел, включавший в себя более ранний южный трансепт; дополнительная ниша была добавлена к алтарю, чтобы разместить раку с мощами; капелла Девы Марии была построена на южной стороне, примыкающей к алтарю — она упоминается в документа епископа Личфилда от 1361 года. В тот же период были добавлены башня-колокольня и шпиль. Церковь, как она выглядит сегодня, по сути является зданием данного периода.
Каменная кладка XIV века была выполнена из облицовочного камня (см. Белый камень), в то время как камни XIII века являются примерно квадратными по форме; разница заметна на северной стене и в остатках первоначальной южной стены. В северной стене — в самом западном из двух цветных окон — содержится витраж XV века. Над северным трансептом XIII века находится комната священника, к которой ведет винтовая лестница от алтарной части; комната включает в себя целый ряд средневековых элементов, таких как камин и «гардероб» (туалет). Экран из дубового прута между нефом и алтарем (см. Лекторий) относится к XV веку и имеет характерный узор «перпендикулярного стиля»; в ограждении присутствуют деревянные двери XVII века. Алтарь и рака имеют 55 футов (17 м) в длину.
На южной стене южного придела храма Святого Андрея расположена фреска начала XIV века: на ней изображён Иисус Христос, сидящий на троне, Дева Мария, сидящая и коронованная, а также — сопровождающие их фигуры рыцаря и леди. Предполагаемые гробницы сэра Ричарда Стаффорда, умершего в 1380 году, и его жены Изабель (Изабеллы) находятся в храме. В центре часовни Девы Марии находится алебастровое надгробие — памятник Джону Вернону из деревни Харластон — который умер в 1545 году, и его жене Эллен.
Орган также находится в часовне; инструмент был создан компанией «Brindley & Foster» (Шеффилд) в 1874 году и был установлен в храме в 1907. Он был отремонтирован и расширен в 1975 году. Церковь была восстановлена в 1860-х годах по проекту Джорджа Эдмунда Стрита (1824—1881); ремонт включал в себя замену средневековой кровли. В 1910 году была проведена ещё одна реставрацию. В 1984 году шпиль храма пострадал от удара молнии; пожар причинил значительный ущерб и самой церкви — ремонт был завершен в 1987 году.